# 2010 FE49
2010 FE49, também escrito como 2010 FE49, é um objeto transnetuniano (TNO) localizado no disco disperso, uma região do Sistema Solar. Ele possui uma magnitude absoluta de 6,5 e tem um diâmetro com cerca de 221 km ou 301 km. O astrônomo Mike Brown lista este corpo celeste em sua página na internet como um candidato a possível planeta anão.

## Descoberta
2010 FE49 foi descoberto no dia 19 de março de 2010 pelos astrônomos D. L. Rabinowitz e S. Tourtellotte.

## Órbita
A órbita de 2010 FE49 tem uma excentricidade de 0,379 e possui um semieixo maior de 54,092 UA. O seu periélio leva o mesmo a uma distância de 33,615 UA em relação ao Sol e seu afélio a 74,569 UA.